# Трое из Простоквашино
«Трое из Простоквашино» — советский рисованный мультфильм 1978 года, поставленный режиссёром Владимиром Поповым по мотивам повести Эдуарда Успенского «Дядя Фёдор, пёс и кот».
Фильм стал первым в трилогии о городском мальчике по прозвищу Дядя Фёдор, бездомном коте Матроскине, псе Шарике и прочих, которые в силу различных причин стали жить в деревне Простоквашино.

## Сюжет
Дядя Фёдор, очень самостоятельный городской мальчик (именно поэтому его прозвали Дядей), знакомится в подъезде своего дома с хозяйственным котом Матроскиным и угощает его своим бутербродом. Бутерброд, с точки зрения Матроскина, оказался «неправильным» (кот призывал мальчика есть бутерброд, кладя колбасу на язык), и мальчик предлагает коту пойти к нему домой и поселиться, после чего угощает его молоком и другими бутербродами. Пришедшие с работы родители, однако, не разрешили дяде Фёдору оставить его, поскольку мама перетянула папу на свою сторону, заставив выбирать между ней и котом, если тот позволит оставить животное. На следующий день Дядя Фёдор, написав письмо родителям, вместе с Матроскиным покидает свой дом и уезжает из города.
Друзья приезжают в деревню Простоквашино, где знакомятся с местным псом Шариком, который указывает им на свободный дом, в котором они втроём поселяются и наводят порядок. В тот же день они знакомятся с сельским почтальоном Игорем Ивановичем Печкиным, который первым же делом заметил неместного мальчика, а затем предлагает подписку на газеты и журналы. Дядя Фёдор подписывается на журнал «Мурзилка» (который читал в начале мультфильма до прихода родителей), Шарик — на журналы про охоту, а кот отказывается от подписки в целях экономии.
Спустя некоторое время, во время чаепития, Матроскин, расстроенный отсутствием молока, убеждает друзей завести корову, и за неимением денег на покупку друзья тёмной ночью ищут клад (задумка Дяди Фёдора). Возвращаясь с найденным кладом, герои забирают у почтальона Печкина галчонка, которого тот хотел сдать «на опыты» за кражу олимпийского рубля. Галчонок приживается в доме и учится с помощью Матроскина (несмотря на спор с Шариком) говорить фразу «Кто там?», благодаря чему выполняет функцию сторожа.
Тем временем родители Дяди Фёдора, выяснив причину ухода сына из дома, дают заметку в газете о пропаже мальчика. Почтальон Печкин, одним из первых прочитавший эту заметку, приносит газету друзьям и измеряет складным метром рост мальчика. Дядя Фёдор начинает писать родителям письмо, чтобы описать свою жизнь в Простоквашино, но вдруг увидел, что во дворе корова стала жевать сохнущее на верёвке бельё, и бросился отнимать его у коровы, из-за чего письмо дописывают Матроскин и Шарик, которые сообщают каждый о своём — Матроскин жалуется на здоровье, а Шарик сообщает о том, что начал линять, и вдобавок подписывается как «Дядя Шарик».
Прочитав такое письмо, родители поочерёдно падают в обморок, думая, что кто-то сошёл с ума — либо Дядя Фёдор, либо они сами. В этот момент на пороге квартиры появляется Почтальон Печкин и сообщает о местонахождении мальчика в обмен за обещанное вознаграждение — велосипед.

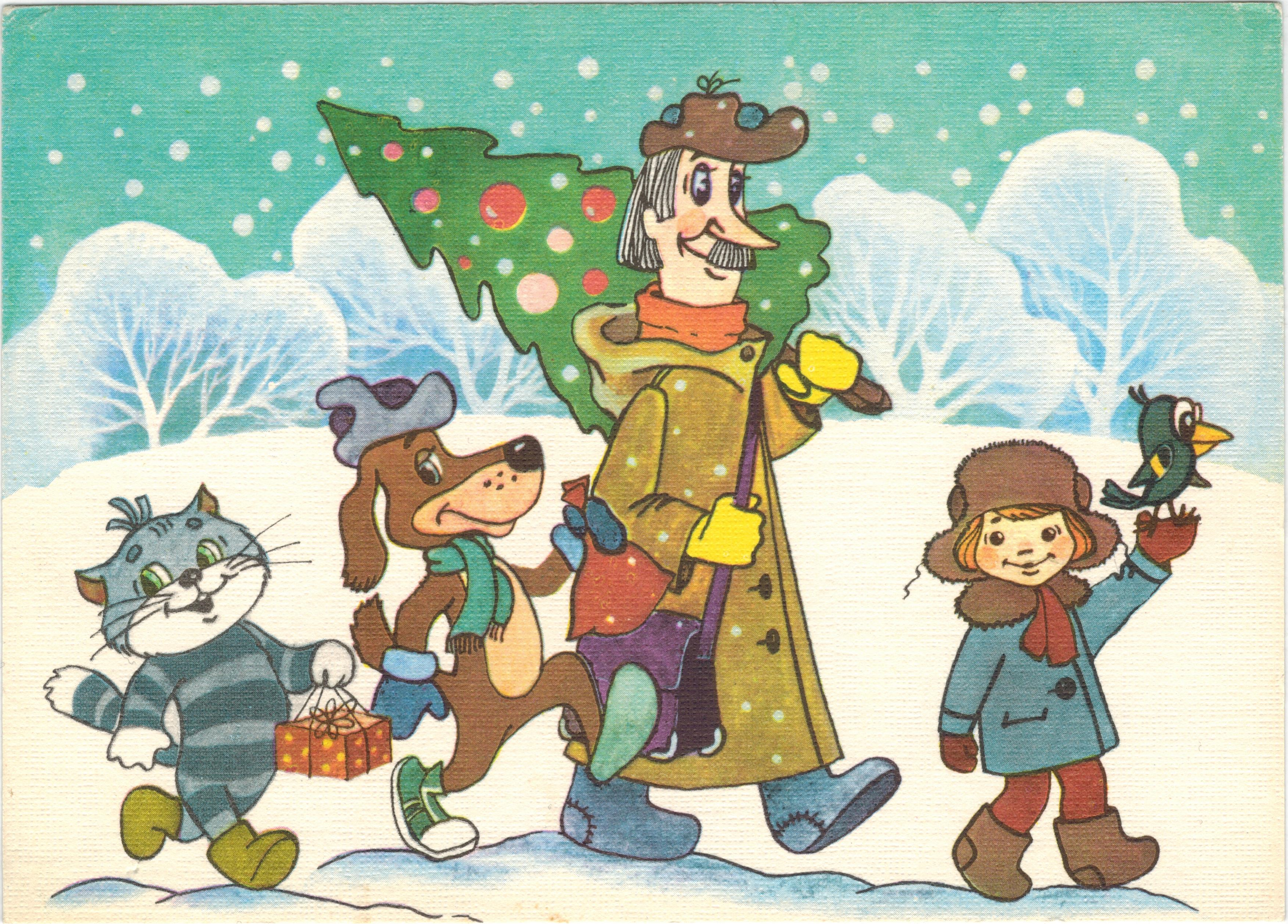
Герои мультфильма на почтовой открытке СССР 1988 г.

Родители немедленно отправляются за сыном в деревню и приезжают туда поздней ночью, несмотря на дождь. Дядя Фёдор, к несчастью, заболел, так как накануне выпил холодного молока (в этом Шарик винил Матроскина), и в момент встречи с родителями лежал с высокой температурой, а Матроскин с Шариком его лечили. Печкин обвиняет питомцев в истязании мальчика и предлагает отдать их, как и галчонка, «на опыты», получив справедливое ответное рычание. И ему пришлось быстро уезжать на велосипеде. Мама, увидев, как Матроскин заботливо предложил банку малинового варенья, удивляется его вежливости и уму (она думала, что коты «только на деревьях кричать умеют»), а после рассказа кота о своих способностях даже гладит его по голове.
На следующий день родители забирают мальчика в город и разрешают взять с собой любого, кого он хочет — теперь они возражать не станут, но Матроскин и Шарик решают остаться, чтобы вести хозяйство, и советуют Дяде Фёдору самому приезжать к ним на каникулы и в гости по выходным. Незаслуженно забытый Печкин извиняется за свою прошлую вредность и обещает, что с появлением у него велосипеда он обязательно начнёт добреть и заведёт зверушку. Взяв с собой галчонка, Дядя Фёдор и его родители уезжают на автомобиле в город. Печкин, Матроскин и Шарик машут им на прощание, и первый говорит: «Приезжайте к нам в Простоквашино!».

## Создатели
| Автор сценария         | Эдуард Успенский |
| Режиссёр               | Владимир Попов |
| Композитор             | Евгений Крылатов |
| Художники-постановщики | Николай Ерыкалов, Левон Хачатрян |
| Оператор               | Кабул Расулов |
| Звукооператор          | Борис Фильчиков |
| Монтажёр               | Наталия Степанцева |
| Художники:             | Марина Восканьянц, Эльвира Маслова, Галина Зеброва, Марина Рогова, Рената Миренкова, Дмитрий Анпилов, Сергей Маракасов |
| Роли озвучивали:       | Мария Виноградова — Дядя Фёдор, Олег Табаков — кот Матроскин, Лев Дуров — пёс Шарик, Борис Новиков — почтальон Игорь Иванович Печкин, Валентина Талызина — мама Дяди Фёдора (в книге — Римма), Герман Качин — папа Дяди Фёдора (в книге — Дмитрий), Зинаида Нарышкина — галчонок (в книге — Хватайка), |
| Редактор               | Раиса Фричинская |
| Ассистенты:            | Лидия Никитина, Людмила Крутовская |
| Директор картины       | Любовь Бутырина |

## Производство
По желанию режиссёра Владимира Попова, работа над созданием экранных образов была разделена между художниками-постановщиками.
Левон Хачатрян работал над образами почтальона Печкина, папы и мамы Дяди Фёдора и самого Дяди Фёдора. Маму Дяди Фёдора Левон Хачатрян срисовал со своей жены, актрисы Ларисы Мясниковой. Николай Ерыкалов работал над образами животных: кота Матроскина, пса Шарика, коровы Мурки и её телёнка Гаврюши.

## Оценки
В опросе, проведённом 8—9 февраля 2014 года среди 1,5 тысячи жителей России фондом «Общественное мнение», трилогия «Трое из Простоквашино» поделила третье место с анимационным фильмом «Шрек»: по 5 % респондентов отдали им предпочтение как любимому мультфильму, в то время как 1-е место занял мультсериал «Ну, погоди!» с 20 % голосов, 2-е место — мультсериал «Маша и Медведь» с 7 % голосов.

## Продолжения
В 1980 году на волне успеха мультфильма «Трое из Простоквашино» режиссёр Владимир Попов снял по сценарию Эдуарда Успенского продолжение истории о Дяде Фёдоре и его друзьях — «Каникулы в Простоквашино», а в 1984 году — мультфильм «Зима в Простоквашино».
Тем не менее из-за конфликта, возникшего между режиссёром с художником-постановщиком Левоном Хачатряном, художником в этих сериях выступил Аркадий Шер, что заметно отразилось на внешнем виде героев, но не сказалось на популярности мультфильмов.
В 2017 году пресс-служба студии «Союзмультфильм» сообщила, что в период с 2018 по 2020 год намечен выпуск 30 новых серий мультфильма, в которых будет показано, как изменились «Простоквашино» и его герои за 20 лет.
Эдуард Успенский, не дававший разрешения «Союзмультфильму» на использование созданных им персонажей, выразил возмущение по поводу анонса премьеры новых серий, намеченной на 1 апреля 2018 года. Успенский заявил о нарушении авторских прав и своей готовности обратиться в суд.
Тем не менее 3 апреля 2018 года студия «Союзмультфильм» опубликовала первый эпизод сериала в сети.